# Thomas Hand Chaste
Thomas Hand Chaste, pseudonimo di Andrea Vianelli (Ancona, 1957), è un musicista italiano.

## Biografia
Nel 1981 incontra Paul Chain (Paolo Catena) e Claud Galley (Claudio Galeazzi), che lo convincono ad entrare come batterista nei Death SS, con cui continua a suonare sino al 1984, anno in cui i tre, assieme al nuovo cantante Sanctis Ghoram, decidono di abbandonare il nome Death SS e di formare il Paul Chain Violet Theatre. Da questa collaborazione nasceranno album come Picture Disc, In the Darkness, Violet Art Of Improvisation, Life and Death, Whited Sepulchres  e Yellow Acid.
Suona anche nei lavori solisti del primo cantante dei Death SS, Steve Sylvester: Free Man, Broken Soul e Mad Messiah; nel frattempo lavora anche con altre realtà musicali e nel 1993 si unisce al gruppo rock Cane Mangia Cane, che alla fine degli anni novanta pubblicheranno il disco Hate e Surf.
Nel 2006 esce il primo lavoro solista di Thomas Hand Chaste, Uno Nessuno Centomila, che trae ispirazione dal movimento Futurista e costituisce un crocevia tra musica sperimentale ed elettronica, rock e musica d'ambiente. L'anno successivo nasce il progetto Witchfield, fondato assieme ai musicisti dell'Impero delle Ombre, in cui Thomas Hand Chaste ritorna ad approcciarsi a sonorità metal e oscure, coniugandole con elementi più aperti affini al rock progressivo: l'album Sleepless uscirà nel 2009 e vedrà comparire come ospiti il flautista e sassofonista dei britannici Black Widow, Clive Jones, e il co-fondatore dei Death SS, Steve Sylvester; a maggio 2010 esce allora, sempre per la Black Widow Records, The Shining Darkness, ideato a quattro mani proprio con Steve Sylvester, battezzando così un diverso progetto con la denominazione Sancta Sanctorum.
Portando ancora avanti un processo di rinnovamento delle sonorità rock e metal percorse assieme a Paul Chain negli anni ottanta, decide di coinvolgere altri ex-membri di Death SS e Paul Chain Violet Theatre nel marchio Where the Sun Comes Down.

## Discografia

### Con i Death SS
- 1983 - Evil Metal
- 1987 - The Story of Death SS 1977-1984
- 2004 - The Horned God of the Witches
- 2008 - The Story of Death SS 1977-1984 - Part Two

### Con il Paul Chain Violet Theatre
- 1986 - In the Darkness
- 1986 - Picture Disc
- 2011 - Vivid Eyes in the Dark

### Con Paul Chain

#### Album
- 1989 - Violet Art of Improvisation
- 1989 - Life and Death
- 1991 - Whited Sepulchres
- 1997 - Mirror
- 2002 - Relative Tapes on CD

#### Singoli
- 1996 - Yellow Acid / Needful
- 2023 - The Master and the Bird / Year of the Rage

### Con Steve Sylvester
- 1993 - Free Man
- 1994 - Broken Soul (singolo)
- 1999 - Mad Messiah

### Con i Cane Mangia Cane
- 1999 - Hate e Surf

### Solista
- 2006 - Uno nessuno centomila

### Con i Witchfield
- 2009 - Sleepless
- 2015 - Sabbatai Zevi
- 2023 - 3

### Con i Sancta Sanctorum
- 2010 - The Shining Darkness

### Come Where the Sun Comes Down
- 2017 - Welcome
- 2023 - Necropolis Railway

### Con i Trisma
- 2022 - The Illusion of Freedom